# Singham
Pour plus de détails, voir Fiche technique et Distribution.
Singham (hindi : सिंघम ; traduction littérale : Lion) est un film d’action indien réalisé par Rohit Shetty, sorti en 2011.
Ce film est le remake bollywoodien du film tamoul Singam, réalisé par Hari en 2010. Le rôle-titre est tenu par Ajay Devgan dont la partenaire est Kajal Agarwal. À sa sortie le 22 juillet 2011, le film rencontre immédiatement un grand succès et devient l'un des longs métrages les plus rentables de l’année. Il est récompensé à plusieurs reprises en particulier pour l'interprétation de Prakash Raj dans un rôle négatif.

## Synopsis
Policier honnête mais aux méthodes peu conventionnelles, Singham file le parfait amour avec Kavya. Il est muté de son petit village du Maharashtra à Goa où il est confronté à Jaikant Shikre, un politicien véreux qu'il ne parvient pas à inculper car il bénéficie de nombreux soutiens de policiers corrompus. Découragé par ses échecs successifs, il est sur le point d'abandonner mais sa fiancée l'encourage à poursuivre sa lutte contre le crime.

## Fiche technique
- Titre : Singham
- Titre original :
- Réalisation : Rohit Shetty
- Musique : Ajay-Atul
- Pays d’origine :  Inde
- Genre : action, drame
- Durée : 143 minutes
- Date de sortie :
  -  Inde : 22 juillet 2011

## Distribution
- Ajay Devgan : Singham
- Kajal Agarwal : Kavya
- Prakash Raj : Jaikant Shikre

## Accueil

### Critique
Singham reçoit un accueil mitigé. De nombreux critiques le trouvent sans intérêt et déplorent son manque d'originalité tandis que d'autres le considèrent comme un masala sans prétention mais distrayant.

### Box office
Singham remporte un large succès populaire percevant une recette d'un milliard de roupies en Inde, 288 000 dollars aux USA et 135 000 livres au Royaume-Uni. C'est l'un des films les plus rentables de l'année en Inde.

### Récompenses
- Zee Cine Awards 2012 : Meilleur acteur dans un rôle négatif pour Prakash Raj
- Apsara Award 2012 : Meilleur acteur dans un rôle négatif pour Prakash Raj
- International Indian Film Academy Awards 2012 : Meilleur acteur dans un rôle négatif pour Prakash Raj ; Meilleur directeur de cascade pour Jai Singh Nijjar

Source Bollywoodhungama.com